# Mayana Moura
Mayana Moura (Río de Janeiro, Brasil, 3 de agosto de 1982) es una actriz, cantante y modelo brasileña.
En el año 2010, ganó notoriedad en la televisión cuando conquistó el primer papel destacado en Rede Globo, como la diseñadora de modas Melina Gouveia, en la telenovela "Passione", de Silvio de Abreu. En la trama, ella se entrevistó con Fernanda Montenegro, su madre en la historia, y también compartió  escena con Cauã Reymond, Reynaldo Gianecchini y Marcello Antony.
En 2012, la artista encarnó a la  astuta Veruska, en "Guerra de dos Sexos". En la ocasión, trabajo con nombres como Tony Ramos, Gloria Pires y Luana Piovani.
Después de la novela, la artista fue diagnosticada con trastorno bipolar y decidió quedarse cerca de su madre en Nueva Jersey, Estados Unidos. Allí, Mayana estudió Bellas Artes en una universidad.[cita requerida]
En 2017, fue  escogida para  interpretar a la misteriosa Carolina de Sobral, en la novela "Tiempo de Amar", compartiendo  el escenario con Bruno Ferrari y Victoria Strada.

## Filmografía

### Televisión
| Año         | Título                            | Personaje                   | Notas                                    |
| ----------- | --------------------------------- | --------------------------- | ---------------------------------------- |
| 2006        | Minha Nada Mole Vida              | Karen Brigida               | Episode: "Que Vença o Melhor"            |
| 2008        | Casos e Acasos                    | Penélope                    | Episode: "O Teste, o Gato e o Rejeitado" |
| 2010        | Passione                          | Melina Gouveia              |                                          |
| 2011        | Força-Tarefa                      | Vivian                      | Episode: "O Rio é uma Festa"             |
| 2012        | Guerra dos Sexos                  | Veruska Maldonado           |                                          |
| 2014        | O Tempo e o Vento                 | Luzia Cambará               |                                          |
| 2015        | Buuu - Um Chamado Para a Aventura | Orinde                      |                                          |
| 2017        | Tempo de Amar                     | Carolina Delamare de Sobral |                                          |
| 2018 - 2019 | Jesus                             | Satanás                     |                                          |

### Filmes
| Año  | Título            | Personaje     | Notas      |
| ---- | ----------------- | ------------- | ---------- |
| 2006 | 14 Bis            | Gisele        | Short film |
| 2008 | Eletrotorpe       | Clara         |            |
| 2010 | Elvis e Madona    | Cândida       |            |
| 2013 | Time and the Wind | Luzia Cambará |            |